# لئوناردو گوتیه‌رس
لئوناردو گوتیه‌رس (انگلیسی: Leonardo Gutiérrez؛ زادهٔ ۱۶ مهٔ ۱۹۷۸) بازیکن بسکتبال اهل آرژانتین بود.
از باشگاه‌هایی که در آن بازی کرده‌است می‌توان به اشاره کرد.
وی در مسابقات کشوری و بین‌المللی در مجموع برندهٔ ۷ مدال طلا، ۶ مدال نقره، ۳ مدال برنز شده‌است.